# 17779 Migomueller
17779 Migomueller è un asteroide della fascia principale. Scoperto nel 1998, presenta un'orbita caratterizzata da un semiasse maggiore pari a 2,9151201 UA e da un'eccentricità di 0,0626113, inclinata di 1,07833° rispetto all'eclittica.